# Falsterbo län
Falsterbo län, även Falsterbohus, var ett danskt slottslän som bildades 1367. Det omfattade som störst Bara, Oxie och Skytts härader. År 1534 förlänandes länet, då enbart bestående av Skytts härad, under Lindholmen till Lindholms län.

## Historia
Under 1200-talet hade organisationen med kungalev spelat ut sin roll, samtidigt med att högmedeltidens statsmakt och skatteväsende byggdes ut. Från den tiden och en bit in på 1300-talet organiserades den kungliga administrationen främst i så kallade slottslän. För att befästa kungens makt uppfördes runt om i Danmark kungliga och privata borgar byggda i sten och tegel, för förvaltningen och som militära stödjepunkter. På dessa riksfästen residerade länsmän (på danska lensmænd) rekryterade ur frälset. De härader som omgav en borg anslogs för dess underhåll och försörjning av både civila och militära funktionärer. Tillsammans bildade häraderna ett slottslän. Det danska riket bestod av ett flertal slottslän av varierande storlek. Länsindelningen var inte fast utan kunde ändras av kungen när ny länsman utsågs.
I Falsterbo har det funnits en borg, som efter hand tog över Skanörsborgens roll. Ett äldre Falsterbohus från 1200-talet ersattes på 1310-talet, dvs. på Erik Menveds tid, av en ringmursborg med kärntorn, salsbyggnad och vallgrav, varav lämningar ännu kan ses söder om den hotellanläggning som övertagit borgens namn.
Under senmedeltiden utgjorde Falsterbohus slottslän ett riksfäste. Albrekt av Mecklenburg residerade under sommaren och hösten 1368 på Falsterbohus och använde sig då av titeln ”herre till landet Skåne”. Genom fredsfördraget i Stralsund 1370 fick Hanseaterna enligt en bestämmelse för en tid av 15 år överta bl. a. Skanör och Falsterbo med underliggande härader. År 1385 återgick de västskånska städerna och borgarna från hanseaterna till den danska kronan. Samma år uppnådde Olof kunglig myndighetsålder, men han avled redan i augusti 1387 efter plötsligt ha insjuknat under en vistelse på Falsterbohus.
Då Ulfeldt fick Falsterbo slott och län i förläning 1532, undantogs bodarna på marknaden i Falsterbo, och även den st. havre, som varje bonde i Skytts härad borde erlägga för tullfrihet på höstmarknaden. Länstagaren förbindes att hålla slottet vid makt och lämna till kronan halvparten av "Wrag".

## Länsherrar
- 1367 Rikman van der Lanken, riksråd
- 1371-1378 Henning Podebusk, drost
- 1388 Jens Due, hövedsman
- (1390) Albert Kalenberg
- 1396 Johannes Absalonsen Ulfeldt
- 1397 Stig Ågesen Thott
- 1399 Magnus von Ahlen
- 1401 Jens Due
- 1406 Magnus von Ahlen
- 1410 Frellav Frille, hövitsman
- 1419 Axel Petersen Thott
- 1420 (Aksel) Brahe till Vittskövle
- 1437 Tim Timmersen, väpnare
- 1440 Anders Hak, riksråd
- -1532 Albert Jepsen Ravensberg (Albret Raffnsborg)
- 1532 Fru Sophie Predbjørnsdatter Podebusk[4]
- 1532-1534 Hartvig Andersen Ulfeldt[5][6]
- 1534 Mogens Gyldenstierne, förlänat under Lindholmen [7]
- 1540 med Lindholmen lagt under Malmöhus län